# APE tag
APE tag是一種用來描述数字音乐檔案元数据的標籤。起初是為了讓Monkey's Audio使用而開發，不過目前已經有Musepack、WavPack、 OptimFROG，以及TAK等其他音樂檔案格式使用。

## 版本

### APEv1
APEv1 tag是为了Monkey's Audio（文件扩展名：.ape）而开发的，因此得名。当添加到MP3格式的文件时，会放在文件的末尾，从而不影响MP3文件本身的内容。以ASCII編碼。

### APEv2
前Musepack的开发者 Frank Klemm 将APE tag扩充，允许其添加到文件的头部，更增加了Unicode的支持。由于其简单易用又灵活，WavPack、OptimFROG等格式很快将其采纳为默认的元数据存储方式。Monkey's Audio从v3.99起正式从APEv1 tag切换到APE v2 tag。MP3也支持APEv2格式标签。
该格式也得到了众多音乐播放器，如Winamp、foobar2000的支持。

## 特性
与MP3中常用的ID3相比，APE tag的结构更接近Vorbis注释。
在APEv2 tag中，以UTF-8編碼來儲存值，而以ASCII儲存鍵的名稱。并且允許自由的欄位名稱。在儲存值的部分，提供了三種不同的種類的旗標（flag）： "text"、"binary"，與"external"。一個欄位可儲存多筆資訊（以null字元來分隔）。

## 与其他标签格式比較

### ID3v2
- 標準中無明確的編碼限制
- 嚴格的鍵／值（key/value）對應

### Vorbis comment
- 以UTF-8編碼
- 允許自由的欄位名稱
- 一個欄位只能儲存一筆資訊（例如：如果有兩個作者，就必須使用兩個artist欄位）

## 格式定義
| tag              | bytes      |
| ---------------- | ---------- |
| APE Tags Header  | 32 bytes   |
| APE Tag Item 1   | 10.. bytes |
| APE Tag Item 2   | 10.. bytes |
| ...              | 10.. bytes |
| APE Tag Item n-1 | 10.. bytes |
| APE Tag Item n   | 10.. bytes |
| APE Tags Footer  | 32 bytes   |

## 外部連結
- APEv2 tag詳細規格（页面存档备份，存于）